# Vima Mică
Vima Mică é uma comuna romena localizada no distrito de Maramureș, na região histórica da Transilvânia. A comuna possui uma área de 76.55 km² e sua população era de 1499 habitantes segundo o censo de 2007.